# Джек (фильм, 2004)
«Джек» (англ. Jack) — драма Ли Роуз. Экранизация произведения, автор которого — Эми Хомс. В России был показан на русской версии телеканала «Hallmark».

## Сюжет
Джек, 15-летний старшеклассник из семьи среднего класса радовался жизни, пока не узнал что его родители разводятся, причем из-за того что его отец — гей. Но оказывается, в семье его лучшего друга Макса проблемы куда сложнее. И Джек постепенно учится ценить то хорошее, что есть в его жизни, несмотря на все её сложности.

## В ролях
| Актёр           | Роль   |
| --------------- | ------ |
| Антон Ельчин    | Джек   |
| Стокард Чэннинг | Энн    |
| Рон Сильвер     | Пол    |
| Пол Макгиллион  | Боб    |
| Эндрю Эйрли     | Майкл  |
| Бритт Ирвин     | Мэгги  |
| Джакомо Бессато | Макс   |
| Венди Крюсон    | Элейн  |
| Эрик Андерсон   | Стив   |
| Карли Маккиллип | Дженни |

## Награды и номинации
| Год  | Премия                | Категория                                          | Номинант        | Результат |
| ---- | --------------------- | -------------------------------------------------- | --------------- | --------- |
| 2005 | Дневная премия «Эмми» | Лучшая роль в семейном/молодежном фильме           | Стокард Чэннинг | Победа    |
| 2005 | Дневная премия «Эмми» | Лучшая роль в семейном/молодежном фильме           | Рон Сильвер     | Номинация |
| 2005 | Молодой актёр         | Лучший молодой актёр в телефильме или мини-сериале | Антон Ельчин    | Номинация |